# Wetterhorn Peak
Wetterhorn Peak (englisch für Wetterhorn-Spitze) ist ein Berg im Südwesten Colorados, USA. Er ist Teil der Uncompahgre Wilderness Area in den San Juan Mountains und liegt auf der Grenze zwischen den Countys Hinsdale und Ouray. Etwa vier Kilometer östlich erhebt sich der 4361 Meter hohe Uncompahgre Peak. Wetterhorn Peak hat eine Schartenhöhe von 498 Metern.
Der Berg, der nur dreizehn Kilometer von dem bekannten Ort Ouray entfernt liegt, wurde nach dem Wetterhorn in der Schweiz benannt. Dieses sieht ihm weniger ähnlich, als das Matterhorn. Von diesem hat jedoch Matterhorn Peak, ein anderer Gipfel in den San Juan Mountains, seinen Namen.

## Besteigung
Die erste bekannte Besteigung wurde im Jahre 1906 durch George Barnard, C. Smedley, W. P. Smedley, und D. Utter unternommen. Es wird vermutet, dass Bergleute, die im 19. Jahrhundert in der Umgebung arbeiteten, den wirklichen ersten Aufstieg unternahmen.
Der Normalweg zum Gipfel führt über den südöstlichen Grat, welcher wiederum vom Bachlauf des Matterhorn Creek erreichbar ist. Der Weg beginnt an der Henson Creek Road, die zum County Seat Lake City führt. Der Schwierigkeitsgrad der Route ist mittelmäßig, teilweise muss geklettert werden. An der Ostwand des Berges ist Extremskifahren möglich.